# لوک ویلیامز
لوک ویلیامز (انگلیسی: Bushwhacker Luke؛ زادهٔ ۸ ژانویهٔ ۱۹۴۷) بازیگر، و کشتی‌گیر کشتی حرفه‌ای اهل نیوزیلند است.
وی همچنین برندهٔ جوایزی همچون تالار شهرت دبلیودبلیوای شده است.